# Fabien Mandon
Pour les articles homonymes, voir Mandon.
Fabien Mandon, né le 19 octobre 1969 à Montmorency (Val-d'Oise), est un militaire français.
Général d'armée aérienne, il est chef de l'état-major particulier du président de la République du 1er mai 2023 au 31 août 2025.
Il est nommé chef d'état-major des armées françaises à compter du 1er septembre 2025.

## Biographie

### Formation
Fabien Mandon est le fils d'un ingénieur et d'une kinésithérapeute devenue commerçante. Il intègre l'équipes de jeunes de l'Olympique lyonnais, puis s'oriente vers la préparation des concours des écoles militaires. Il intègre l’École de l'air en 1990 et en sort breveté pilote de chasse en 1994.

### Carrière militaire
De 1994 à 2002, il est affecté à l’escadron de chasse 3/13 Alsace situé sur la base aérienne 132 de Colmar-Meyenheim sur Mirage F1CT où, à partir de 1999, il commande l'escadrille « Colmar ».
En 2005, il est affecté à l’escadron de chasse 2/3 Champagne de la base aérienne 133 de Nancy-Ochey, équipé de Mirage 2000 D. Il commande cette unité avant de rejoindre le bureau plans de l’état-major de l’armée de l’Air en 2008
En tant que pilote de chasse, Fabien Mandon effectue 144 missions de guerre, en particulier au Tchad et en république démocratique du Congo.
Fabien Mandon commande la base aérienne 702 d'Avord de 2012 à 2014. Alors chef de la division Cohérence capacitaire à l’état-major des Armées, il est nommé chef du cabinet militaire du ministre des Armées le 1er septembre 2020,,.

### Chef d'état-major particulier du président de la République
En mars 2023, le journaliste spécialiste des questions de défense Jean-Dominique Merchet indique dans le quotidien L'Opinion que Fabien Mandon « devrait être le prochain chef de l'état-major particulier du président de la République », la nomination devant « prendre effet en mai (2023) ». Fabien Mandon est effectivement nommé à ce poste à compter du 1er mai 2023, en remplacement de Jean-Philippe Rolland,. À la même date, il est élevé aux rang et appellation de général d'armée aérienne.
En janvier 2025, le quotidien Le Monde fait état de « relations plus que dégradées » entre l'état-major particulier et la cellule diplomatique du président, dirigée par Emmanuel Bonne. Ce dernier menace de démissionner en raison d'une note confidentielle rédigée par Fabien Mandon dont il n'était pas destinataire.

### Chef d'état-major des armées
Le 23 juillet 2025, il est nommé en Conseil des ministres chef d'état-major des armées à compter du 1er septembre suivant.

## Grades militaires
- 1er août 1993 : lieutenant[16].
- 1er août 1996 : capitaine[17].
- 1er novembre 2001 : commandant[18].
- 1er novembre 2005 : lieutenant-colonel [19].
- 1er septembre 2009 : colonel[20].
- 1er juin 2018 : général de brigade aérienne[21].
- 1er juillet 2020 : général de division aérienne[22].
- 1er septembre 2021 : général de corps aérien[23].
- 1er mai 2023 : général d'armée aérienne[11].

## Distinctions et honneurs

### Décorations françaises
- Commandeur de la Légion d'honneur en 2023[24] (officier en 2017[25], chevalier en 2008[26])
- Officier de l'ordre national du Mérite en 2014[27]
- Croix de la Valeur militaire, avec deux étoiles de bronze
- Médaille de l'Aéronautique[28]
- Croix du combattant
- Médaille d'Outre-Mer
- Médaille de la Défense nationale, échelon argent
- Médaille de reconnaissance de la Nation
- Médaille commémorative française

### Décorations étrangères
- Officier de l'ordre national du Lion du Sénégal